# Daniel Caffé

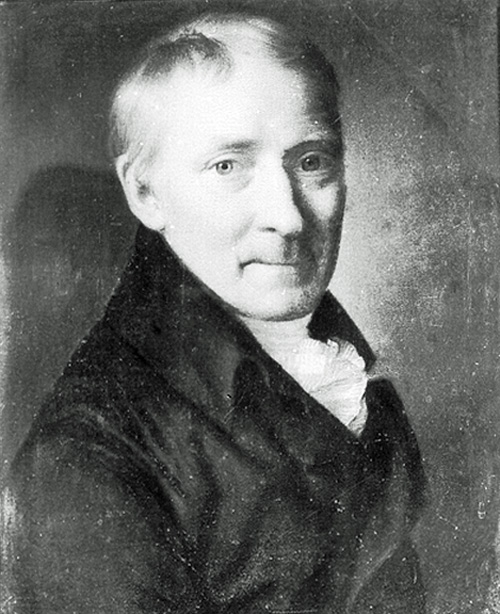
Selbstbildnis

Daniel Caffé (auch Caffe oder Caffee; * 21. Juli 1750 in Küstrin; † 16. Januar 1815 in Leipzig) war ein deutscher Maler, der hauptsächlich als Porträtist tätig war.

## Leben
Daniel Caffé erlernte zunächst den Beruf des Zimmermalers. Dann arbeitete er als Kammerdiener und Schreiber. Autodidaktisch eignete er sich das künstlerische Malen und Zeichnen an, insbesondere die Bildnismalerei. Zweiunddreißigjährig wurde er 1782 an der Dresdner Kunst-Akademie Schüler des Hofmalers Johann Heinrich Schmidt (1749–1829) und des italienischen Malers Giovanni Battista Casanova (1730–1795). Als Vorbildern eiferte er dem Dresdner Oberhofmaler Anton Raphael Mengs und dem Porträtmaler Anton Graff nach. Um 1792 ging er nach Leipzig, ansässig seit 1795 in Leipzig, wo er bis zu seinem Tod lebte und arbeitete.
Sein Hauptbetätigungsfeld war die Porträtmalerei, wobei er seine Werke meist als Pastell ausführte. Er hatte zahlreiche Aufträge aus der bürgerlichen und adeligen Gesellschaft Sachsens. Er schuf aber auch mythologische Darstellungen und Genreszenen.
Caffé war verheiratet mit Dorothea Sophie Schafberg (1768–1823). Ihrer beider Sohn Daniel Ferdinand Caffé (* 1793, nachweisbar bis 1837) war ebenfalls als Porträtist in Leipzig tätig.

Bildbeispiele
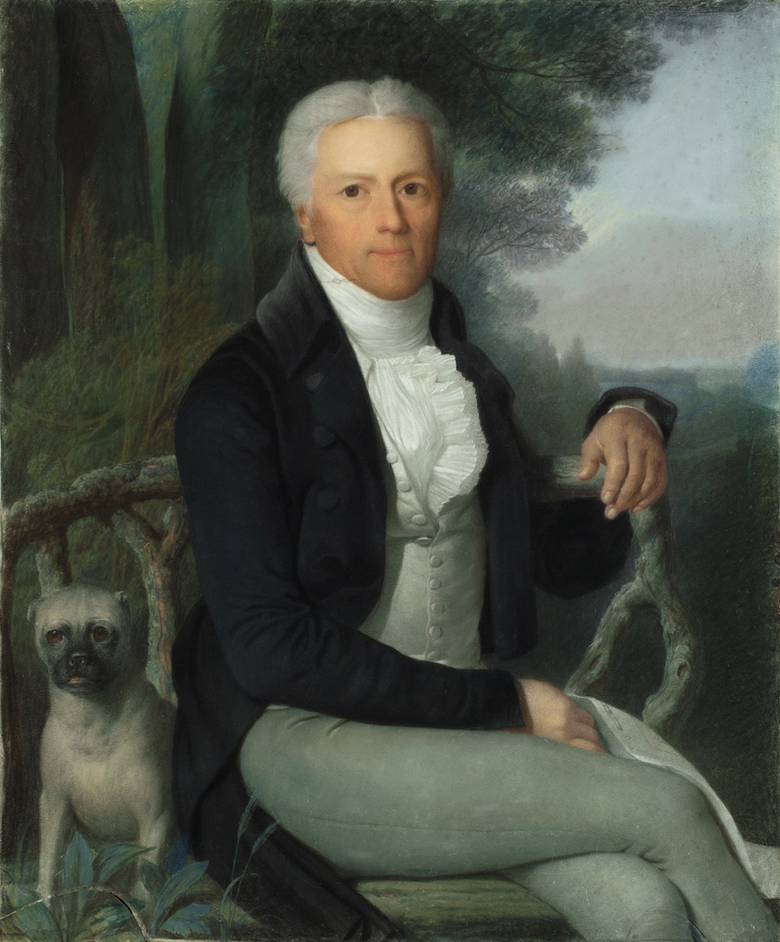
Freiherr von Hardenberg
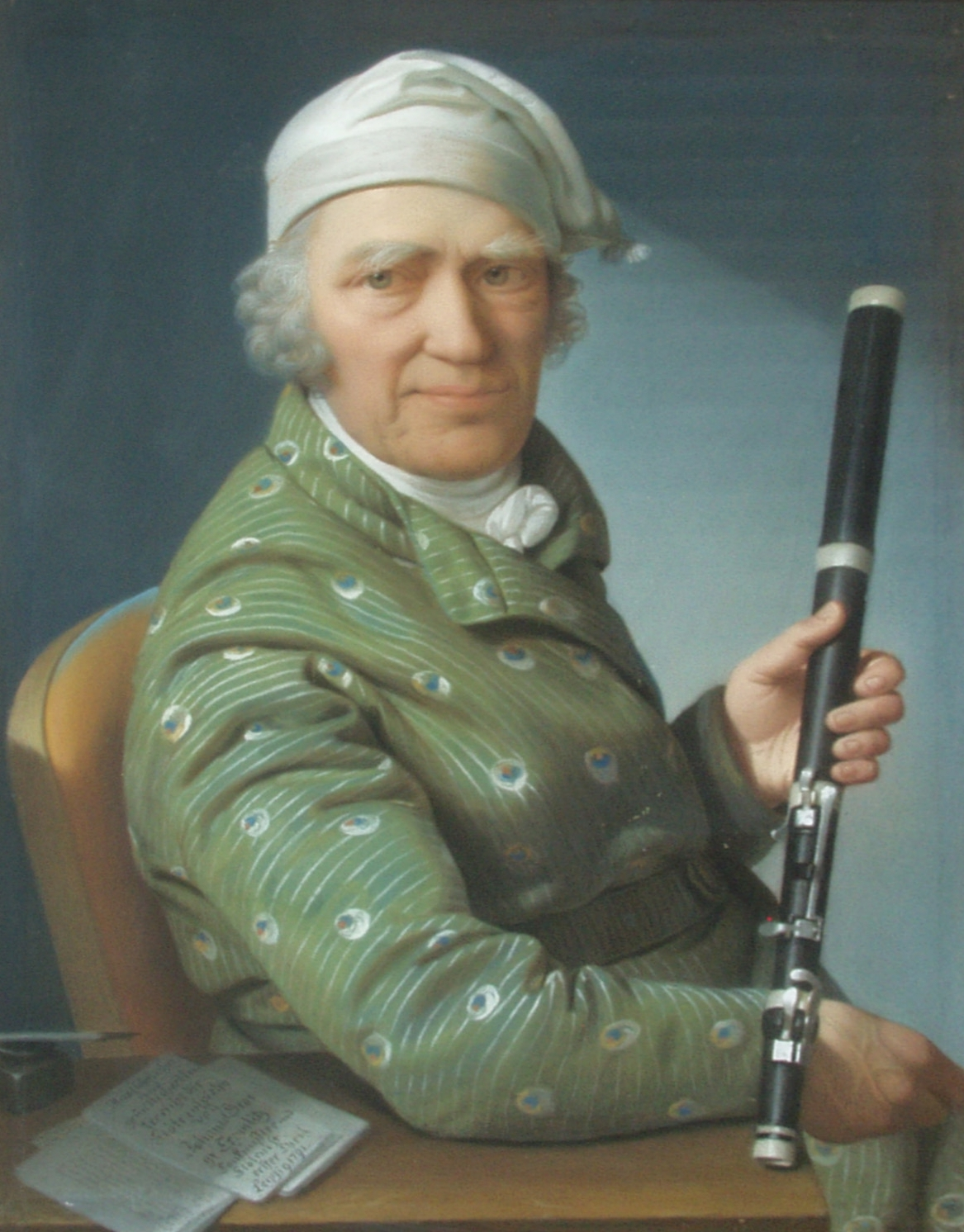
Der Leipziger Flötist Johann George Tromlitz
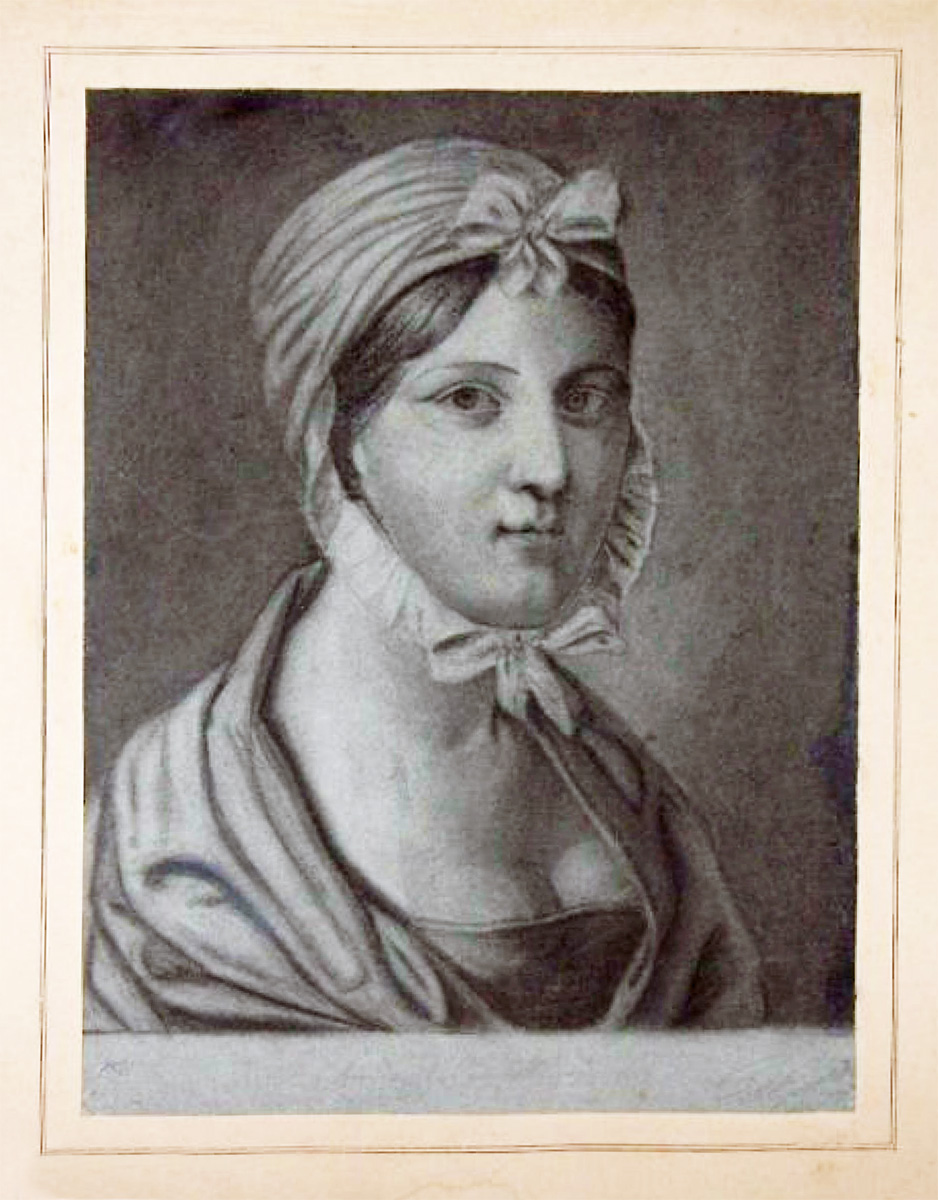
Schillers Frau Charlotte von Lengefeld
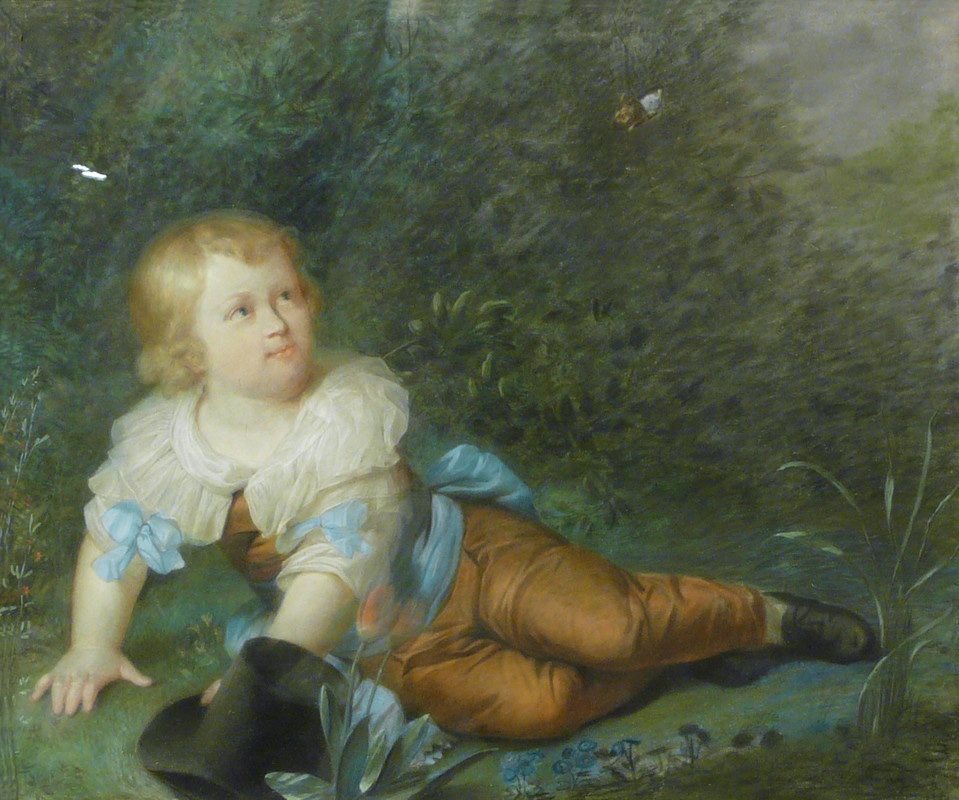
Knabe mit Schmetterling
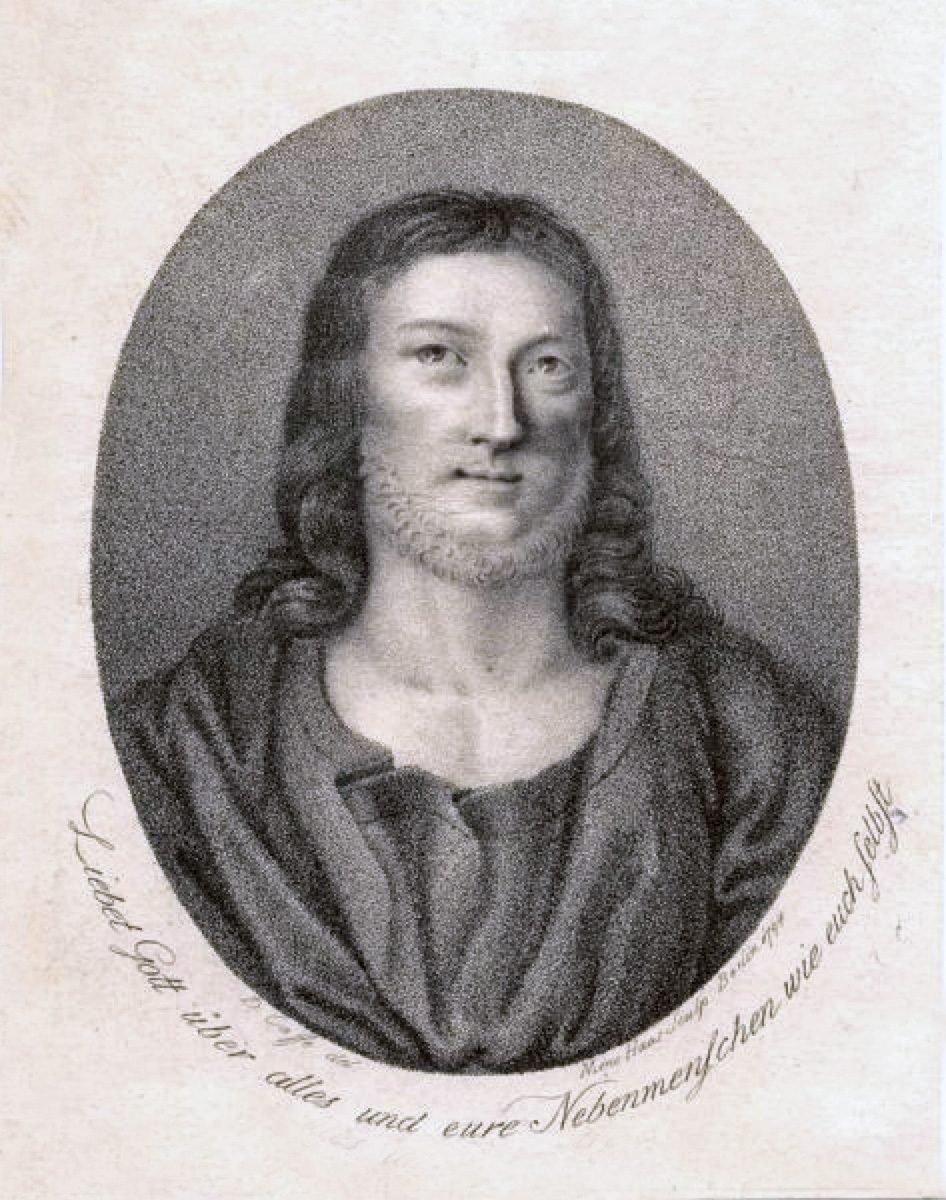
Christusbild

## Anmerkung
1. ↑  Es finden sich auch Angaben mit 1756 als Geburtsjahr.

| Personendaten    | Personendaten                 |
| ---------------- | ----------------------------- |
| NAME             | Caffé, Daniel                 |
| ALTERNATIVNAMEN  | Caffee, Daniel; Caffe, Daniel |
| KURZBESCHREIBUNG | deutscher Maler               |
| GEBURTSDATUM     | 21. Juli 1750                 |
| GEBURTSORT       | Küstrin                       |
| STERBEDATUM      | 16. Januar 1815               |
| STERBEORT        | Leipzig                       |